# يوهان زان
يوهان زان (بالألمانية: Johann Zahn)‏ هو رياضياتي وفيلسوف وكاتب ألماني، ولد في 1641 في كارلشتات آم ماين في ألمانيا، وتوفي في 1707.